# Ghorabandha
Ghorabandha é uma vila no distrito de Purbi Singhbhum, no estado indiano de Jharkhand.

## Demografia
Segundo o censo de 2001, Ghorabandha tinha uma população de 14 751 habitantes. Os indivíduos do sexo masculino constituem 52% da população e os do sexo feminino 48%. Ghorabandha tem uma taxa de literacia de 75%, superior à média nacional de 59,5%: a literacia no sexo masculino é de 81% e no sexo feminino é de 69%. Em Ghorabandha, 13% da população está abaixo dos 6 anos de idade.